# Lineus indicus
Lineus indicus är en djurart som tillhör fylumet slemmaskar, och som beskrevs av Punnett och Cooper 1909. Lineus indicus ingår i släktet Lineus och familjen Lineidae. Inga underarter finns listade i Catalogue of Life.